# Paul Hardcastle
Paul Hardcastle (Londen, 10 december 1957) is een Britse componist en muzikant, gespecialiseerd in de synthesizer. Begin jaren 80 was hij lid van de dance-groep Direct Drive and First Light, voordat hij solo ging. In het voorjaar van 1985 scoorde hij, naast in thuisland Groot-Brittannië, Nederland en België, in vrijwel heel Europa een nummer-1-hit met de plaat 19, een dansplaat waarin samples verwerkt waren van de televisiedocumentaire "Vietnam Requiem" uit 1982 over veteranen uit de Vietnamoorlog die leden aan het posttraumatische stressstoornis.
Het nummer 19 refereert aan de veronderstelde gemiddelde leeftijd van de Amerikaanse soldaten tijdens de Vietnamoorlog. Deze lag namelijk lager dan bij de Tweede Wereldoorlog, daar waren de soldaten gemiddeld 26 jaar oud.

## Discografie

### Albums
- Daybreak (1984)
- Zero One (1985)
- Paul Hardcastle (1985)
- No winners (1988)
- Sound syndicate (1990)
- The definitive (1993)
- First light (1997)
- Cover to cover: A musical autobiography (1999)
- The very best of Paul Hardcastle 1983-2003 (2003, verzamelalbum)
- Zero One (2009)
- Desire (2011)
- Perceptions of Pacha VIII (2012)
- 19 Below Zero (2012)
- Electrofied 80s: Essential Paul Hardcastle (2013)
- Moovin & Groovin (2014)
- 19: The 30th Anniversary Mixes (2015)
- Paul Hardcastle 8 (2018)

### Singles
| Single met eventuele hitnotering(en) in de Nederlandse Top 40 | Datum van verschijnen | Datum van binnenkomst | Hoogste positie | Aantal weken | Opmerkingen                                                                            |
| ------------------------------------------------------------- | --------------------- | --------------------- | --------------- | ------------ | -------------------------------------------------------------------------------------- |
| You're the one for me - Daybreak - A.M.                       | 1984                  | -                     |                 |              |                                                                                        |
| Guilty                                                        | 1984                  | -                     |                 |              |                                                                                        |
| Rainforest                                                    | 1984                  | -                     |                 |              |                                                                                        |
| Eat your heart out                                            | 1984                  | -                     |                 |              |                                                                                        |
| 19                                                            | 1985                  | 18-05-1985            | 1(3wk)          | 15           | Nr. 1 in de Nationale Hitparade / Nr. 1 in de TROS Top 50 / NOS Steunplaat Hilversum 3 |
| Just for money                                                | 1985                  | -                     |                 |              |                                                                                        |
| Don't waste my time                                           | 1986                  | 22-03-1986            | 11              | 9            | Nr. 12 in de Nationale Hitparade / TROS Paradeplaat Radio 3                            |
| Foolin' yourself                                              | 1986                  | -                     |                 |              |                                                                                        |
| The wizard                                                    | 1986                  | -                     |                 |              |                                                                                        |
| Walk in the night                                             | 1988                  | -                     |                 |              |                                                                                        |
| 40 Years                                                      | 1988                  | -                     |                 |              |                                                                                        |

| Single met hitnotering(en) in de Vlaamse Ultratop 50 | Datum van verschijnen | Datum van binnenkomst | Hoogste positie | Aantal weken | Opmerkingen                 |
| ---------------------------------------------------- | --------------------- | --------------------- | --------------- | ------------ | --------------------------- |
| 19                                                   | 1985                  | -                     |                 |              | Nr. 1 in de Radio 2 Top 30  |
| Don't waste my time                                  | 1986                  | -                     |                 |              | Nr. 16 in de Radio 2 Top 30 |

### NPO Radio 2 Top 2000
| Nummer met noteringen in de NPO Radio 2 Top 2000 | '00  | '01  | '02-'11 | '12  |
| ------------------------------------------------ | ---- | ---- | ------- | ---- |
| 19                                               | 1343 | 1564 | -       | 1868 |

1. ↑  Een '-' betekent dat het nummer niet was genoteerd en een vetgedrukt getal geeft de hoogste notering aan.
2. ↑  2000 was het eerste jaar met een notering voor dit nummer.
3. ↑  Deze tabel is bijgewerkt tot en met de meest recente editie (2024).